# Басово (Харьковская область)
Ба́сово (укр. Басове), село, 
Одноробовский Первый сельский совет,
Золочевский район,
Харьковская область.
Код КОАТУУ — 6322684402. Население по переписи 2001 года составляло 211 (98/113 м/ж) человек.

## Географическое положение
Село Басово находится на реке Лозовая (приток реки Ворскла), недалеко от её истоков.
Примыкает к посёлку Одноробовка.
Река в этом месте пересыхает.
Через село проходит железная дорога, станция Одноробовка.

## История
- 1760 — дата основания.
- При СССР в селе были организованы и работали колхоз "Прогресс"[1] с молочно-товарной фермой, центральная усадьба которого находилась здесь; клуб, медпункт, начальная школа, сельпо.

## Экономика
- Молочно-товарная ферма.
- КСП "ПРОГРЕСС".

## Объекты социальной сферы
- Школа І ст.

## Достопримечательности
- Памятный знак Левченко Ивану - Герою Советского Союза, 1943 г.